# Mani (halvø)
 For alternative betydninger, se Mani. (Se også artikler, som begynder med Mani)
Mani er navnet på en halvø (græsk: Μάνη), også længe kendt under dets middelalderlige navn Maina eller Maïna (Μαΐνη), er en geografisk og kulturel region i det sydlige Grækenland, der er hjemsted for Maniots (Mανιάτες, Maniátes på græsk), som hævder at stamme fra de gamle spartanere. Hovedstaden i Mani er Areopoli. Mani er den centrale halvø af de tre, som strækker sig sydpå fra Peloponnes i det sydlige Grækenland. Mod øst er den Lakoniske Bugt, mod vest den Messenske Bugt. Mani-halvøen danner en fortsættelse af Taygetos- bjergkæden, den vestlige bjergryg på Peloponnes.

## Etymologi
Navnet "Mani" kan komme fra navnet på det frankiske slot le Grand Magne, men mere sandsynligt kommer "Mani" fra et ord, der betyder "et sparsomt og træløst sted." 

## Geografi
Terrænet er bjergrigt og utilgængeligt.
Indtil de seneste år kunne mange landsbyer på Mani kun nås ad søvejen. I dag strækker en smal og snoet vej sig langs vestkysten fra Kalamata til Areopoli, derefter sydpå til Akrotainaro (det spidse næs, som er det sydligste punkt på det kontinentale Grækenland), før den drejer mod nord mod Gytheio. En anden vej, der bruges af de offentlige busser på Piræus-Mani-linjen, som har eksisteret i flere årtier, kommer fra Tripoli gennem Sparta, Gytheio, Areopoli og ender i Gerolimenas- havnen nær Kap Matapan. Mani er traditionelt blevet opdelt i tre regioner:
- Exo Mani (Έξω Μάνη) eller Ydre Mani mod nordvest,
- Kato Mani (Κάτω Μάνη) eller Lower Mani mod øst,
- Mesa Mani (Μέσα Μάνη) eller Indre Mani mod sydvest.

En fjerde region ved navn Vardounia (Βαρδούνια) mod nord er også nogle gange inkluderet, men var aldrig historisk en del af Mani. Vardounia tjente som en buffer mellem de osmannisk-tyrkisk kontrollerede Evrotas-sletten og Mani. Et kontingent af muslimske albanske bosættere blev flyttet til regionen af osmannerne. Disse bosættere udgjorde et stort segment af den lokale befolkning indtil den græske uafhængighedskrig, da de flygtede til den tyrkiske højborg i Tripoli. Efter krigen blev Vardounias græske befolkning forstærket af bosættere fra Kato Mani og det centrale Lakonien.
Administrativt er Mani nu delt mellem de regionale enheder Lakonien (Kato Mani, Mesa Mani) og Messenien (Exo Mani), i periferien af Peloponnes, men i oldtiden lå det helt inden for Lakonien distriktet domineret af byen Sparta. Messenian Mani (også kaldet aposkiaderi, et lokalt udtryk, der betyder "skyggefuldt") modtager noget mere nedbør end det lakoniske (kaldet prosiliaki, et lokalt udtryk, der betyder "solrig"), og er følgelig mere produktiv i landbruget.

## Galleri
- Tårnhuse i Skoutari
- Landsbyen Oitylo
- Diros hule
- Landskab
- Limeni (havn) i Areopoli
- Kirken St. Spyridon i Kardamyli
- Byzantinske Sankt Theodoroi-kirken i Kampos